# Cacimbas
Cet article possède un paronyme, voir Cacimba.
Cacimbas est une ville brésilienne du centre de l'État de la Paraíba.
Sa population était estimée à 6 787 habitants en 2007. La municipalité s'étend sur 143 km2.